# Domenico Laschi
Domenico Laschi detto Bechino (Belforte, 1719 circa – Siena, 14 giugno 1773) è stato un fantino italiano.
Vinse sette volte il Palio di Siena su almeno dieci partecipazioni.
Tuttavia, non esiste una documentazione completa che consenta di ricostruirne integralmente le presenze in Piazza del Campo.
Non va confuso con il fantino Domenico Franceschini, noto anch'egli come Bechino, che corse nello stesso periodo. In particolare, è a quest'ultimo che va attribuita la vittoria della carriera del 2 luglio 1748 per il Nicchio, giacché, come accertato dalle ricerche di Orlando Papei, storico del Palio, nell'archivio di tale contrada figura il pagamento effettuato in favore del Franceschini.

## Carriera
La prima vittoria accertata di Bechino risale al Palio del 2 luglio 1743, allorché difendeva i colori della Selva.
Il 16 agosto 1744 conquistò per la Pantera, in quel momento la "contrada nonna", la "ricorsa" indetta dall'Oca per celebrare la vittoria alla carriera di luglio precedente.
Al 2 luglio 1745 risale la terza vittoria di Bechino, quale fantino della Giraffa. Le cronache riportano come il baio toccato in sorte alla contrada di Provenzano fosse particolarmente veloce, tanto che ad ogni giro usciva di pista alla curva di San Martino (all'epoca non ancora chiusa dagli attuali materassi, installati solo a partire dal 1841), imboccando l'inizio di via del Porrione e costringendo Bechino a ricondurlo sulla lizza: ma, grazie alla speditezza del cavallo che ogni volta riuscì a recuperare il tempo perduto, ciò non gli impedì di vincere il Palio.
Il 2 luglio 1746 Bechino portò alla vittoria per il Valdimontone, centrando poi il quarto successo nel Drago il 16 agosto 1748, allorché superò con una gragnola di nerbate il panterino Ministro.
Il 5 luglio 1750 Bechino vinse di nuovo per la Giraffa, passando a pochi metri dalla conclusione la Tartuca, che aveva condotto la carriera fin dalla mossa.
Un esito analogo si registrò il 2 luglio 1752, quando Bechino, portacolori della Chiocciola, superò all'ultimo giro la favorita Valdimontone, conquistando il suo settimo e ultimo Palio.
L'ultima carriera nella quale sia riportata la partecipazione del Laschi fu il successivo Palio del 17 agosto, dall'esito quanto mai turbolento. Bechino, che correva per l'Aquila sul medesimo cavallo con cui aveva vinto a luglio, era nettamente primo quando, all'altezza del terzo e ultimo Casato, fu fermato da un gruppo di spettatori scesi sulla pista. Sopraggiunse Ministro, fantino della Pantera, che afferrò per le redini il cavallo aquilino e lasciò passare Checchino, il quale vinse per la Torre.
L'Aquila presentò immediatamente ricorso alla competente autorità giudiziaria, ma non riuscì a ottenere il riconoscimento della vittoria, che rimase al rione di Salicotto. Tuttavia, il capo dei facinorosi che avevano fermato Bechino fu condannato a far dipingere a proprie spese un drappellone, che fu consegnato all'Aquila, nonché a pagare di tasca propria a quest'ultima il premio di 40 tolleri previsto per la contrada vincitrice e a Bechino la mancia concordata con la dirigenza aquilina in caso di vittoria. Tutt'oggi, l'Aquila annovera fra le proprie vittorie anche il Palio del 17 agosto 1752, che però l'Albo delle vittorie attribuisce in via ufficiale alla Torre.

## Presenze al Palio di Siena
Le vittorie sono evidenziate ed indicate in neretto.
| Palio          | Contrada     | Cavallo                                    | Note |
| -------------- | ------------ | ------------------------------------------ | ---- |
| 2 luglio 1743  | Selva        | morello sfacciato dell'oste delle Donzelle |      |
| 16 agosto 1744 | Pantera      | morello del Maddali                        |      |
| 2 luglio 1745  | Giraffa      | baio del Bonucci                           |      |
| 2 luglio 1746  | Valdimontone | sauro di Pietro Giorgi                     |      |
| 2 luglio 1747  | Torre        | baio di Domenico Bambini                   |      |
| 16 agosto 1748 | Drago        | baio oscuro di Pietro Becarelli            |      |
| 16 agosto 1749 | Chiocciola   | baio                                       |      |
| 5 luglio 1750  | Giraffa      | sauro                                      |      |
| 2 luglio 1752  | Chiocciola   | sauro dorato di Sebastiano Chiti           |      |
| 17 agosto 1752 | Aquila       | sauro dorato di Sebastiano Chiti           |      |